# Manège militaire Minto
Le manège militaire Minto (Minto Armoury en anglais) est un bâtiment historique situé à Winnipeg au Manitoba au Canada. Il s'agit d'un manège militaire qui héberge présentement The Royal Winnipeg Rifles et The Queen's Own Cameron Highlanders of Canada ainsi que d'autres unités de la Première réserve. La bâtiment a été reconnu comme  édifice fédéral du patrimoine.

## Architecture
Le manège militaire Minto a été conçu par l'architecte en chef du Dominion David Ewart (en). Il s'inscrit dans le style néo-Tudor.

## Histoire
Le manège militaire Minto a été construit de 1914 à 1915.
Le 22 janvier 1956, un incendie a détruit le toît de l'édifice,.
En 1991, le manège militaire Minto a été reconnu comme édifice fédéral du patrimoine.

## Annexe